# Julián Barrio Barrio
Julián Barrio Barrio (Manganeses de la Polvorosa, 15 de agosto de 1946) es un eclesiástico español. Fue arzobispo de Santiago de Compostela, entre 1996 y 2023, de la cual fue obispo auxiliar, desde 1992 hasta 1996.

## Biografía

### Formación
Julián nació el 15 de agosto de 1946, en Manganeses de la Polvorosa, España.
Cursó los estudios de Humanidades y de Filosofía en el Seminario de Astorga.
Obtuvo la licenciatura en Teología por la Universidad Pontificia de Salamanca (1971).
En la Pontificia Universidad Gregoriana, obtuvo el doctorado en Historia de la Iglesia (1976).
Es licenciado en Filosofía y Letras, Sección de Geografía e Historia, por la Universidad de Oviedo (1979).

### Sacerdocio
Fue ordenado sacerdote el 4 de julio de 1971, por el entonces obispo de Astorga, Antonio Briva Mirabent.
Fue bibliotecario del Instituto Histórico Español, anejo a la Iglesia Nacional Española de Santiago y Montserrat en Roma, de donde fue becario.
Como sacerdote ha desempeñado los siguientes oficios y ministerios:
- Secretario de Estudios y vicerrector del Seminario de Astorga (1978-1980).[2]
- Rector y director del Centro de Estudios Eclesiásticos del Seminario Mayor; profesor de Historia Eclesiástica en el Seminario Mayor y de Historia de España en 3.º de BUP y de Contemporánea en COU en el Seminario Menor (1980-1992).
- Profesor de la UNED, en la sección delegada de Valdeorras en A RUA PETIN (1991-1993).
- Miembro del Consejo Nacional de Rectores de Seminarios (1982-1985).

Fue Miembro del Consejo de Consultores del obispo de Astorga.
- Secretario del Consejo Pastoral Diocesano de Astorga (1991-1992).

### Episcopado
Obispo auxiliar de Santiago
El 31 de diciembre de 1992, el papa Juan Pablo II lo nombró obispo auxiliar de Santiago de Compostela y obispo titular de Sabase; coincidiendo su nombramiento con el Año Jacobeo. Fue consagrado el 7 de febrero de 1993, en la catedral de Santiago de Compostela, a manos del arzobispo Antonio María Rouco Varela y como coconsagrantes a nuncio apostólico en España y Andorra, Mario Tagliaferri y el obispo de Astorga, Antonio Briva Mirabent.
El 25 de octubre de 1994 fue elegido como administrador apostólico de Santiago de Compostela. 
Arzobispo de Santiago

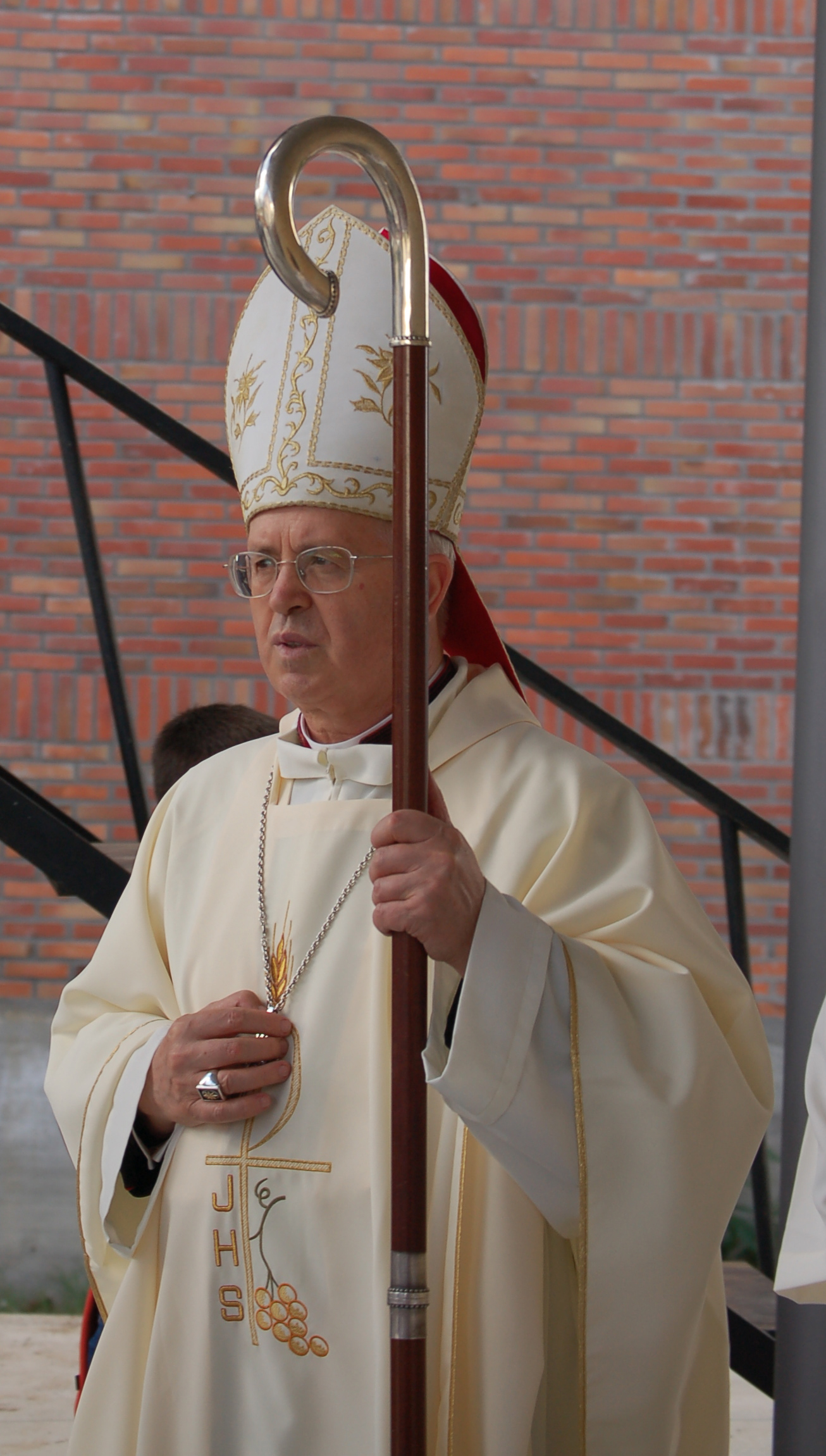
Barrio en 2010.

El 5 de enero de 1996 fue nombrado arzobispo de Santiago de Compostela por Juan Pablo II. Tomó posesión como 75.º titular de la sede compostelana.
Desde que asumió el arzobispado se ha caracterizado por su actitud dialogante y moderada.
En la Conferencia Episcopal Española es miembro de la Subcomisión Episcopal de Seminarios y Universidades y miembro de la Comisión Permanente de la CEE desde marzo de 2020.
Fue miembro de la Comisión Episcopal de Seminarios y Universidades desde la Asamblea Plenaria de marzo de 2017 .
Fue miembro del Comité Ejecutivo desde 2011 hasta 2017.
Entre 2005 y 2011 fue presidente de la Comisión Episcopal de Apostolado Seglar, y de 1999 a 2005, de la Comisión Episcopal de Seminarios y Universidades. En la Conferencia Episcopal Española fue presidente de la Comisión Episcopal de Seminarios y Universidades entre marzo de 1999 y de 2005,  desde marzo de 2005 hasta 2011, presidente de la Comisión Episcopal de Apostolado Seglar. Elegido miembro del Comité Ejecutivo de la Conferencia Episcopal Española el 1 de marzo de 2011 durante la XCVII Asamblea Plenaria. Estos cargos le hacen miembro de la Comisión Permanente de la Comisión Episcopal.
En 2021, presentó su renuncia como lo establece el Código de Derecho Canónico. El 1 de abril de 2023, el papa Francisco aceptó su renuncia, como arzobispo de Santiago de Compostela, nombrando a su sucesor al mismo tiempo. Ejerció de administrador apostólico sede vacante hasta el 3 de junio.

## Reconocimientos
El 14 de julio de 2022 le fue concedida, mediante decreto del Consello de la Xunta, la Medalla de Galicia.